# Jennieke van der Pol
Jennieke van der Pol (Zwolle, 18 december 1990) is een Nederlands voetballer die tot de zomer van 2015, vijf seizoenen lang, uitkwam voor PEC Zwolle. In 2015 stapte ze over naar de Zwolse amateurs van HTC.

## Carrièrestatistieken
| Seizoen         | Club            | Land            | Competitie            | Competitie | Competitie | Beker | Beker | Internationaal | Internationaal | Overig | Overig | Totaal | Totaal |
| Seizoen         | Club            | Land            | Competitie            | Wed.       | Dlp.       | Wed.  | Dlp.  | Wed.           | Dlp.           | Wed.   | Dlp.   | Wed.   | Dlp.   |
| --------------- | --------------- | --------------- | --------------------- | ---------- | ---------- | ----- | ----- | -------------- | -------------- | ------ | ------ | ------ | ------ |
| 2008/09         | Be Quick '28    | Nederland       | Hoofdklasse           | 4          | 4          | 0     | 0     | –              | –              | –      | –      | 4      | 4      |
| 2009/10         | Be Quick '28    | Nederland       | Hoofdklasse           | 6          | 11         | 0     | 0     | –              | –              | –      | –      | 6      | 11     |
| 2009/10         | Be Quick '28 II | Nederland       | Eerste klasse         | 1          | 1          | 0     | 0     | –              | –              | –      | –      | 1      | 1      |
| 2010/11         | FC Zwolle       | Nederland       | Eredivisie            | 2          | 0          | 0     | 0     | –              | –              | –      | –      | 2      | 0      |
| 2010/11         | Be Quick '28    | Nederland       | Hoofdklasse           | 12         | 11         | 0     | 0     | –              | –              | –      | –      | 12     | 11     |
| 2011/12         | FC Zwolle       | Nederland       | Eredivisie            | 2          | 0          | 0     | 0     | –              | –              | –      | –      | 2      | 0      |
| 2011/12         | Be Quick '28    | Nederland       | Hoofdklasse           | 9          | 12         | 0     | 0     | –              | –              | –      | –      | 9      | 12     |
| 2012/13         | PEC Zwolle      | Nederland       | BeNe League Orange    | 9          | 0          | 0     | 0     | –              | –              | –      | –      | 9      | 0      |
| 2012/13         | PEC Zwolle      | Nederland       | Women's BeNe League B | 14         | 5          | 1*    | 0     | –              | –              | –      | –      | 15     | 5      |
| 2013/14         | PEC Zwolle      | Nederland       | Women's BeNe League   | 26         | 10         | 1*    | 0     | –              | –              | –      | –      | 27     | 10     |
| 2014/15         | PEC Zwolle      | Nederland       | Women's BeNe League   | 19         | 4          | 1*    | 0     | –              | –              | –      | –      | 20     | 4      |
| Carrière totaal | Carrière totaal | Carrière totaal | Carrière totaal       | 103        | 59         | 3     | 0     | 0              | 0              | 0      | 0      | 106    | 59     |